# 奎德林堡編年史
《奎德林堡編年史》（拉丁語：Saxonicae Annales Quedlinburgenses，德語：Quedlinburger Annalen）為奎德林堡修道院於1008年至1030年寫作而成，且近年來指出編年史編者很可能為女性。《奎德林堡編年史》內容大多關於神聖羅馬帝國的歷史，並於書中編年1009年3月提及“Litua”，成為首本於書面提及立陶宛名稱之著作；該書原本已亡佚，現存為16世紀保存於德勒斯登的副本，但其內容的學術價值依舊歷久不衰。

## 寫作背景

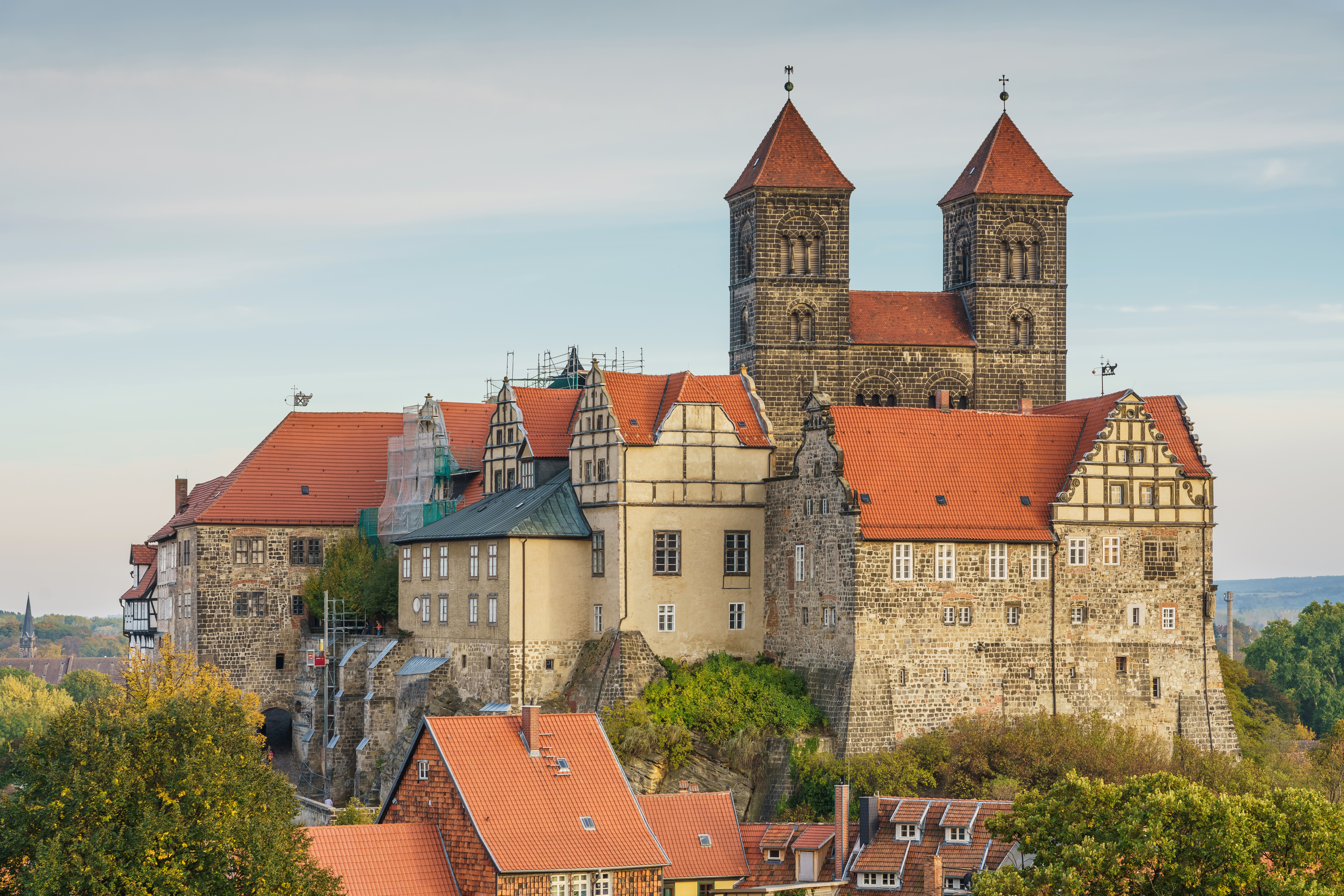
奎德林堡修道院

德國奎德林堡首次於922年的文件中以書面形式被提及，東法蘭克國王亨利一世之妻林格罕的瑪蒂達於936年創立了奎德林堡修道院，直到966年她去世為止，修道院依舊作為薩克森女性貴族的一流教育機構，之後900年其維持該使命，而東法蘭克國王及薩克森王朝創立者亨利一世死後亦葬於此處。由於奎德林堡位於離馬德堡不遠處，因此該編年史可以依靠王室和目擊者的敘述的來獲取真實訊息。在亨利二世統治下的奎德林堡失去些許地位，並且該城市慶祝復活節的傳統亦遭受破壞，這導致編年史對他進行負面的描繪，並展示了皇家修道院有權批評其君主的程度。

## 編年史
編年史以亞當時代到680年至681年的第三次君士坦丁堡公會議的世界歷史編年史為開頭，該編年史基於聖熱羅尼莫、聖依西多祿和聖伯達的編年史寫作，且文中內容以多筆1002年以降的資料作為主要寫作依據，而非出現於852年之原始資料及原文正本。從993年開始敘述內容開始包括了代表了編年史編者自己對奎德林堡及其周圍事件的目擊證詞，並從 1008年開始，內容開始詳細且訊息量顯著增加，導致一些分析家得出1008年為編年史實際編纂日期的結論，儘管羅伯特·霍爾茲曼（Robert Holzman）認為啟始日期為1000年；編年史編者於1016年和1021年之間因未知原因暫時廢止了該書寫作。該項目的寫作在1021年至1030年間持續進行，使得當時作者能夠得知梅什科二世的軍事勝利。
該編年史編者以記錄薩克森王朝和奎德林堡本身留下的學術遺產為首要任務，編年史收錄了許多歷史和傳奇人物的故事，如匈人王阿提拉、東哥德國王狄奧多里克大帝等；歷史學家費里斯·利夫希茨（Felice Lifshitz）認為該編年史其敘事中融入的薩迦原素數量是無可匹敵的。因此《奎德林堡編年史》成為重要的歷史研究來源，在12世紀至少有五位歷史學家使用過該書，費里斯·利夫希茨斷言《奎德林堡編年史》對19和20世紀具有影響力的德國人看待中世紀方面發揮了關鍵作用；此外研究《貝奧武夫》的學者更發起對於書中使用“Hugones”一詞來代指法蘭克人的討論會議，而一本討論氣候變化如何導致對千禧年末日產生恐懼之著作中也對該編年史進行內容分析。

## 提及立陶宛

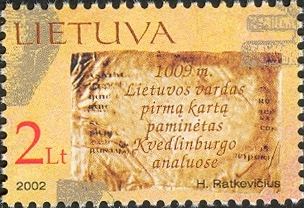
立陶宛名稱首次紀載紀念郵票

《奎德林堡編年史》的第一次紀載立陶宛名字的日期為1009年3月9日，紀載內容如下：
|  | Sanctus Bruno qui cognominatur Bonifacius archepiscopus et monachus XI. suæ conuersionis anno in confinio Rusciæ et Lituæ a paganis capite plexus cum suis XVIII, VII. Id. Martij petijt coelos. 譯文：1009年3月9日，聖布魯諾亦名為博尼法斯，為一位大主教及修道士，在成為修道士的第11年於羅斯和立陶宛邊境被異教徒所殺害，並與他的18名追隨者一同進入天堂。” |

從描述聖布魯諾的資料來看，很明顯這位傳教士試圖將異教國王尼蒂默（Netimer）和他的子民基督教化，然而尼蒂默的兄弟拒絕接受基督教，殺死了聖布魯諾和他的追隨者；歷史學家阿爾弗雷達斯·邦布拉斯卡斯認為該紀錄紀載了立陶宛歷史中立陶宛基督化的首次嘗試。

## 內容

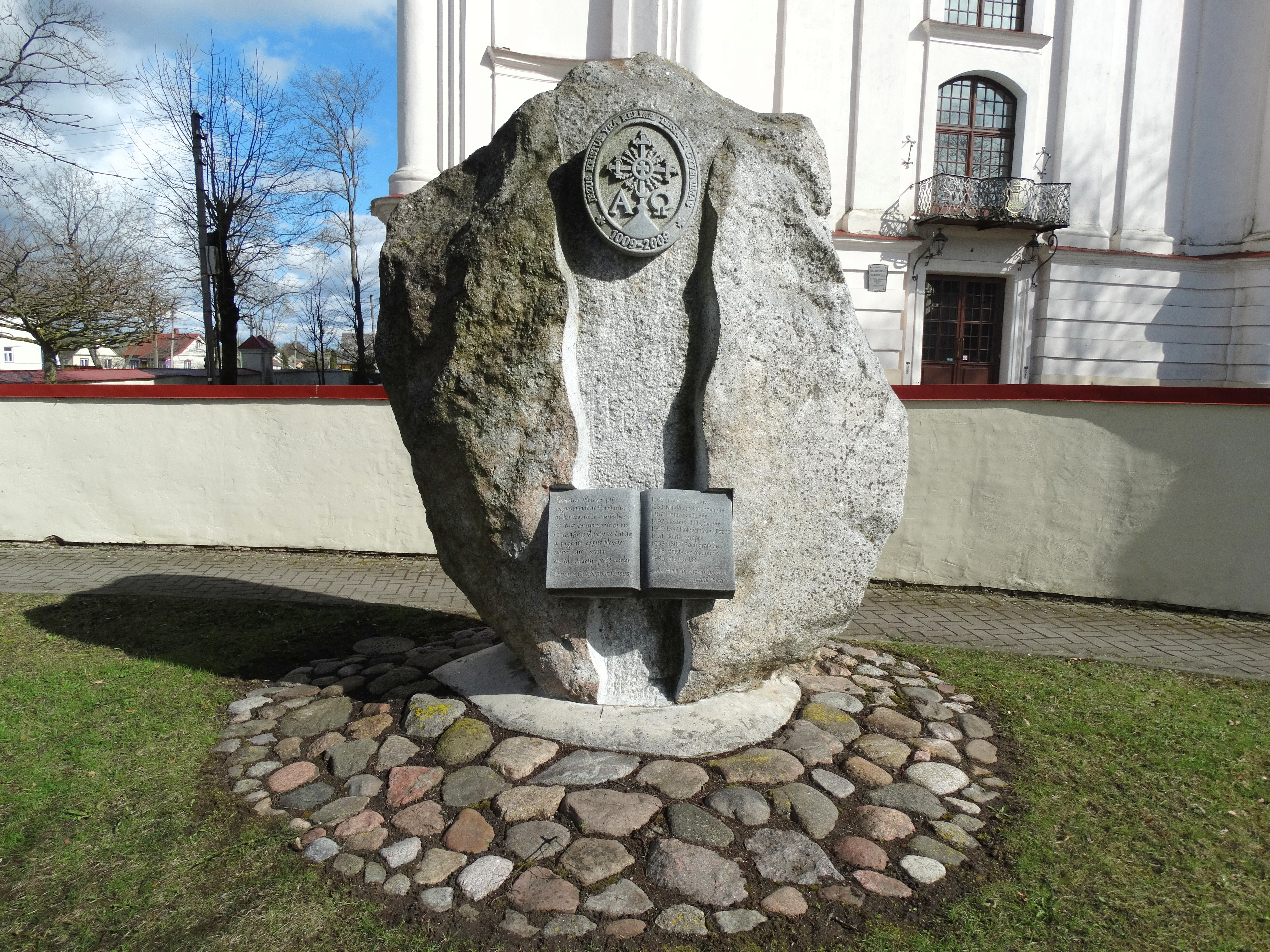
立陶宛耶茲納斯的《奎德林堡編年史》石雕

《奎德林堡編年史》敘述集中在四個部分：聖經起源與擴展及基督教信仰的成功、薩克森王朝的血統和歷史、薩克森王朝家族史和奎德林堡的當地歷史。在10世紀的紀載中該書聚焦在薩克森王朝家族史，並著重於紀載薩克森家族女性的紀載，如東法蘭克國王亨利一世之妻林格罕的瑪蒂達、神聖羅馬帝國奧托一世之妻義大利的阿德萊德和奧托二世之妻賽奧法諾等人。
《奎德林堡編年史》在1021年奎德林堡修道院建築的報告為本書的亮點，它將修道院建築設計描述的非常詳細，包含許多與建築歷史相關的細節；然而在該書的部分中含有許多神話般的元素，甚至有嚴重的不准確之處，例如文中532年處對匈人王阿提拉逝世（實際於453年逝世）以及梅斯國王提烏德里克一世即位（實際於511年即位）的紀載，這種情況也發生在薩克森人的英雄及起源故事中。

## 翻譯和研究文獻
- The Annals of the Holy Roman Empire. The Annals of Quedlinburg. Translated and annotated by Grzegorz Kazimierz Walkowski (Walkowski,Bydgoszcz,2014) ISBN 978-83-930932-6-7
- Die Jahrbücher von Quedlinburg. Nach der Ausgabe der Monumenta Germaniae Historica übersetzt von Eduard Winkelmann, neu bearbeitet von Wilhelm Wattenbach (= Die Geschichtsschreiber der deutschen Vorzeit. 2. Gesamtausgabe, Band 36). 2. Auflage, Dyk, Leipzig 1891 (Digitalisat).
- Robert Holtzmann: Die Quedlinburger Annalen. In: Sachsen und Anhalt. Jahrbuch der historischen Kommission Sachsen-Anhalt 1 (1925), S. 64–125.
- Hans K. Schulze: Eine unheilige Allianz: was die Quedlinburger Annalen zum Jahr 1003 berichten und was sie verschweigen – das Osterfest in Quedlinburg und das Bündnis Heinrichs II. mit den heidnischen Slawen. In: Quedlinburger Annalen 6 (2003), S. 6–13.
- Hans K. Schulze: Zwischen Pavia, Prag und Bautzen: Italienzug und Polenkriege: was die Quedlinburger Annalen und Thietmar von Merseburg zum Jahr 1004 berichten. In: Quedlinburger Annalen 7/2004 (2004), S. 6–16.
- Hans K. Schulze: Polenkrieg, heidnische Kampfgefährten und ein fragwürdiger Friede: das Jahr 1005 in den Quedlinburger Annalen und der Chronik Thietmars von Merseburg. In: Quedlinburger Annalen 8 (2005), S. 6–9.
- Hans K. Schulze: Ein gescheiterter Feldzug und ein harter Richter: das jahr 1006 in den Quedlinburger Annalen und der Chronik Thietmars von Merseburg. In: Quedlinburger Annalen 9 (2006), S. 6–8.
- Hans K. Schulze: Brun von Querfurt und die Ostmission: was die Quedlinburger Annalen und Thietmar von Merseburg über die Ereignisse des Jahres 1009 berichten. In: Quedlinburger Annalen 12 (2009), S. 6–14.